# Амапа (община)
Вижте пояснителната страница за други значения на Амапа.
Амапа̀ е град – община в източната част на едноименния бразилски щат. Общината е част от икономико-статистическия микрорегион Амапа, мезорегион Северна Амапа. Населението на общината към 2010 г. е 8005 души, а територията е 9168.787 km2 (0,79 д./km²).
Граничи с Атлантическия океан на североизток и изток, с Макапа и Кутиас на юг, с Тартаругалзиньо и Пракууба на югозапад и с Калсоени на запад и северозапад.
Общината е основана на 22 октомври 1901 г. Историята ѝ се свързва с териториалните претенции на Франция в миналото. В дипломатическите епизоди и военните битки, завършили с бразилското надмощие над тези земи през 1900 г., особено място заема Франсиско Шавиер да Вейжа Кабрал (познат като Кабралзиньо), който със смелостта и куража си се превръща в историческа фигура за щата.
Икономическите дейности в общината се основават на екстензивното животновъдство. В Амапа има два телевизионни канала: TV Amazônia (Амапа) и TV Cabralzinho.

## История
Думата Амапа е с индиански произход, конкретно от племето Нуаруаки, населявало северната част на Бразилия, по времето на откриването. Името на общината, както и на щата, произхожда от вид бразило-амазонско дърво, познато като Hancornia amapa (на португалски: Amapazeiro или Amapá-doce, букв. сладка амапа), което се характеризира с дебело стъбло, около метър в диаметър при основата и с дебела кора, по която се стича бяла течност, позната като „мляко от Амапа“ (leite de Amapá).
Община Амапа, някога столица на Федералната територия Амапа, е основана по силата на закон № 798 от 22 октомври 1901 г. Историята ѝ се свързва със събитията и конфликтите при завладяването на тези земи, които от 1894 се акцентират още повече, след откриването на злато в Калсоени. Това събитие привлича европейци и северноамериканци, които се установяват край коритата на реките. Чужденците, главно от Кайен, доминират в региона, преследвайки индианците и поробвайки жените.

## География

### Природни аспекти
В общината доминират влажните наводняеми зони, които заемат приблизително 5793,13 km². В тях се открояват крайбрежни среди, представени от мангрови гори, като преобладават низини и езера.

### Местоположение и граници
Община Амапа, от географска гледна точка, е разположена в североизточната част на щат Амапа, със средна надморска височина 8,64 m (в градската част). Граничи с общините: Калсоени, Пракууба, Тартаругалзиньо, Кутиас и с щатската столица Макапа.
Освен общинския център, има други 12 по-важни населени зони (махали) в общината: Бази Аереа, Крузейро, Пикиа, Калафати, Амапа Гранди дос Мирас, Вулкао до Норти, Раймундо, Виста Алегри, Санто Антонио, Сукурижу, Аракисава и Парату.

### Хидрография
Има излаз на Атлантическия океан. Във вътрешността на общината протичат няколко реки, сред които се откроява река Амапа; също трябва да се отбележи регионът на езерата и др.
Валежи
Дъждовният сезон трае от декември до август, достигайки стойности от над 3000 mm. Сухият сезон започва през септември и трае до средата на декември, когато се регистрират по-високи температури.
Климат
Доминира топлият и влажен климат. Максималната температура е около 34 °C а минималната е 20 °C.